# إبسيلون
إبسيلون (باليونانية:ἒ ψιλόν) هو الحرف الخامس من الأبجدية الإغريقية، يأخذ الحرف شكلين الكبير (Ε) والصغير (ε).
تعبر ابسلون في الفيزياء الكهربائية عن نفاذية الوسط الذي تتحرك فيه الشحنة الكهربائية سواء في حسابات المجال الكهروساكن (electro static) أو حساب المواسعات أو القوى المتبادلة بين الشحنات وهي تختلف من وسط لآخر حسب نوع الوسط.

## معرض صور

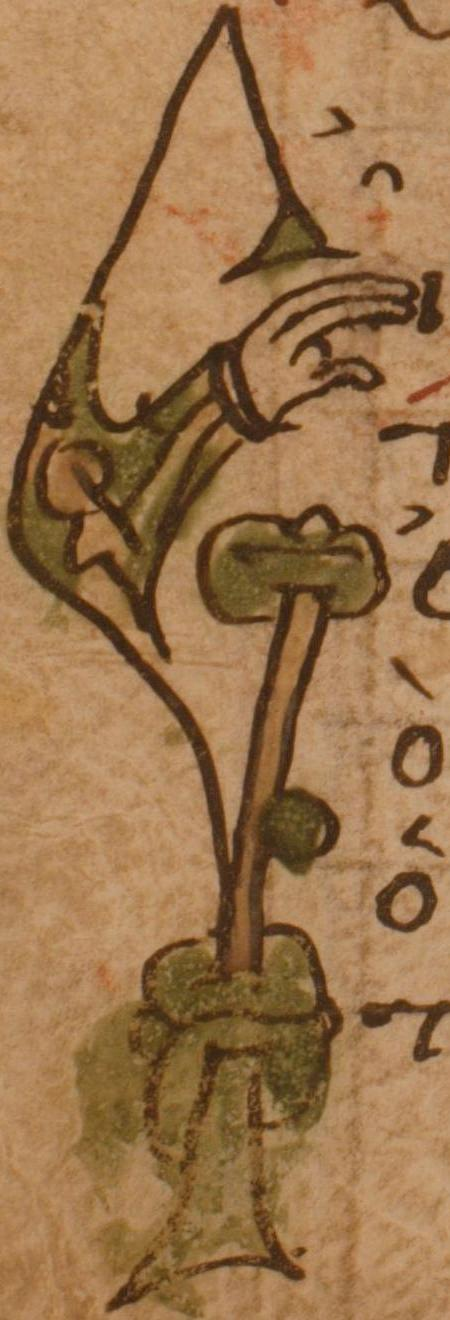
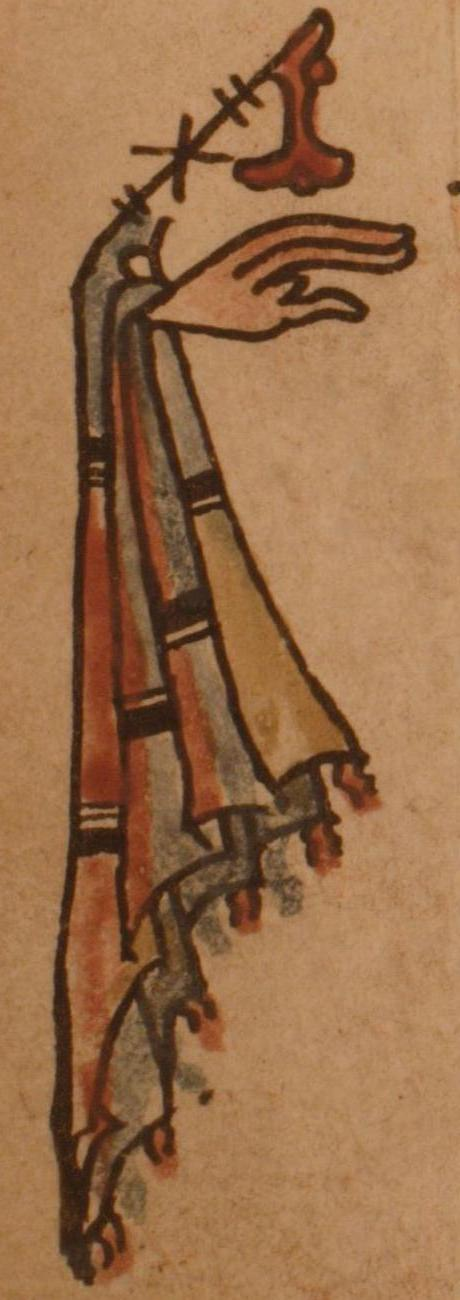
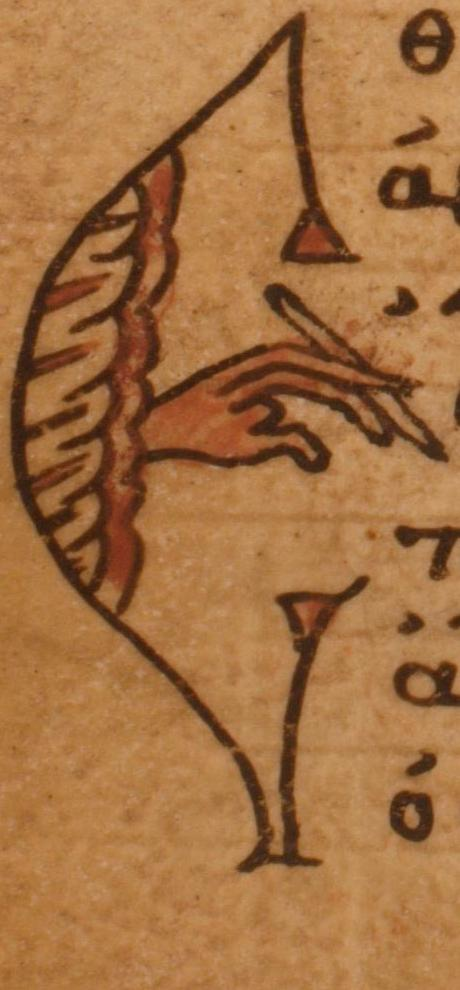